# Ersarimatta
Ersarimattor är nomadmattor, som är vävda av de turkmenska nomaderna ersarierna i Turkmenistan och Uzbekistan. Mattornas varp är av får- eller getull, ibland även blandat med hästhår. Modernare mattor kan även innehålla bomull. Färgerna är mörkt röda, blå, beige och ibland gula och blågröna. 